# アルベル山
アルベル山（ヘブライ語: הר ארבל＝Har Arbel、英語: Mount Arbel）は、イスラエル北部地区のガリラヤ湖（別名、ティベリアス湖）西岸にある都市・ティベリア近くの山である。
海抜は181mであるが、周りの村が海面下なのでそこからは380mの高さにあり、ガリラヤ湖全体やゴラン高原を見渡せる。また、アルベル山全体はイスラエルの自然保護区になっている。

## 歴史

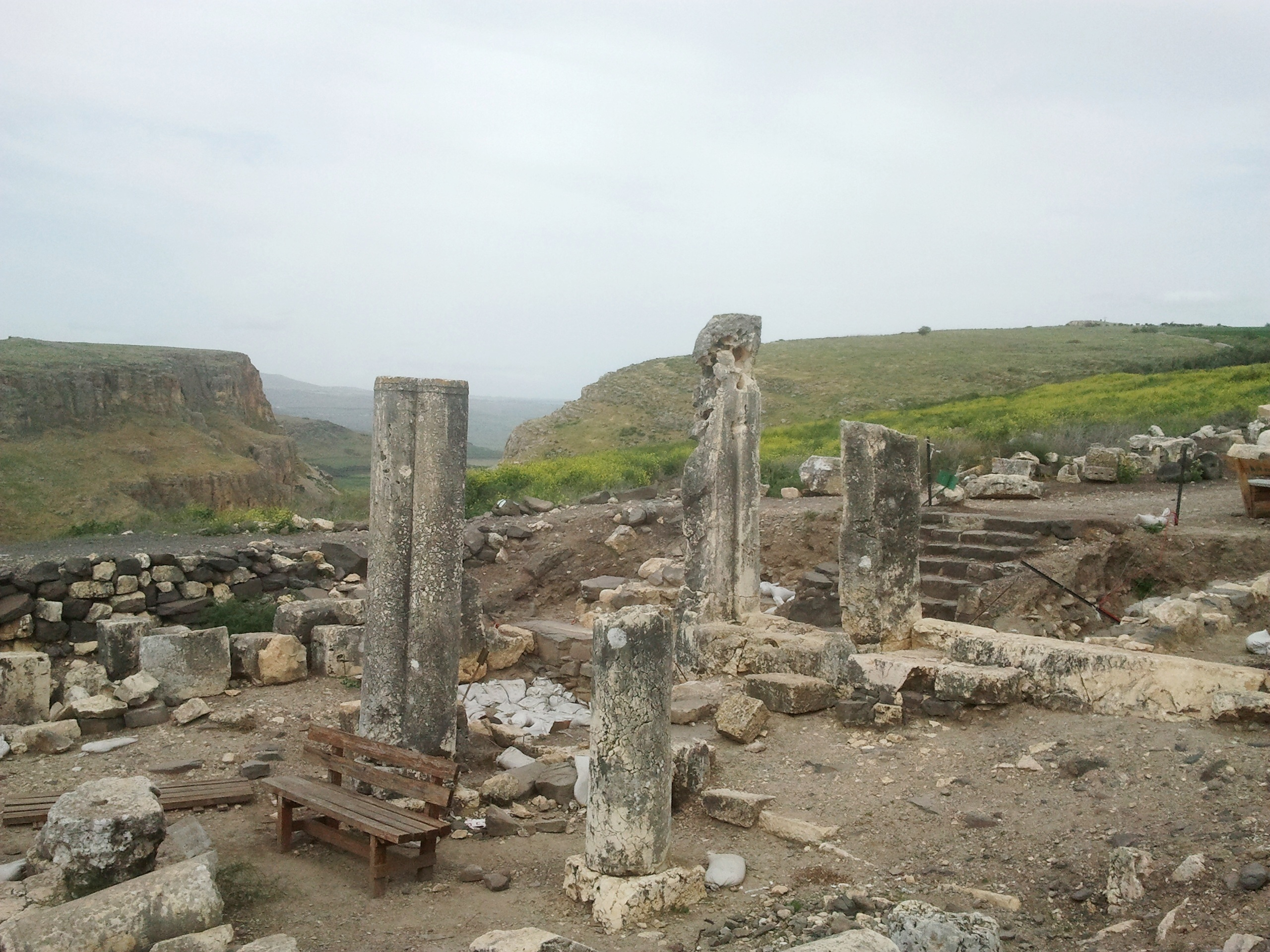
アルベルの古代の礼拝堂

アルベルにある座席や柱が増築されていき山の崖を掘っていった4世紀以来のユダヤ教の礼拝堂の遺跡群は住居として使われている。17世紀にはその数を増し、これはドゥルーズ派によって作られた物である。ユダヤの壁を掘った礼拝堂は第二神殿の時代にまでその歴史を遡り、この時代には礼拝堂から出た立石が残っていた。フラウィウス・ヨセフスはアルベル山の崖に住むハスモン朝の最後の抵抗軍が古代ローマの征服に抗った事を記している。

## 環境
この地域は1967年に環境保護区に指定され、その面積は1400ドゥナム（140ha）である。8509ドゥナムの広さを持つ国立公園はナハル・アルベルの殆どを含んでおり、エイラブンの近くからミグダル近くのガリラヤ湖までを覆っている。保護区はアルベル山の崖の目前まで指定されている。
崖の南側には多少緩めな崖が農地と牧草地の中にあり、その崖は山頂から谷底まで400mの落差を持っている。ここには金属のつかまり所が設置されており、上り下り出来るようになっている。その下った谷の下には九十九折があり、ベドウィンのハマーム村へと続いている。
110mの落差を持つアルベル山はベースジャンピングが出来る場所だと認知されている国内唯一の場所である。南側から山頂に至る遊歩道はイスラエル国立遊歩道があり、西側からはイエス遊歩道がある。この二つの遊歩道は山の中で合流する箇所がある。

## 発展
2008年、ロバート・トレント・ジョーンズ・ジュニアの計画による新しいゴルフリゾートが発表され、1億5千万ドルの費用をかけてクファル・ヒッティムのアルベル山の地域に作られる旨が発表された。このリゾートは2011年に完成する予定で、600人から900人のキャパシティで作られ、300人から400人の雇用を生む計画である。

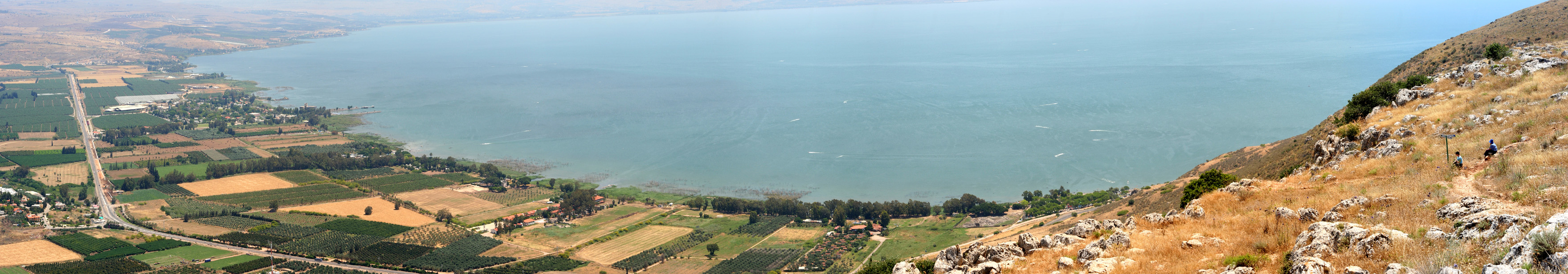
山から俯瞰するガリラヤ湖

## 参照項目
- ティベリア
- ガリラヤ湖
- イスラエル自然・公園局